# Adam Papée
Adam Stanisław Papée (21. července 1895 Lvov – 6. března 1990 Bydhošť) byl polský reprezentant ve sportovním šermu.
Šermu se věnoval od roku 1908, jeho prvním trenérem byl olympionik Konrad Winkler. Byl členem klubu AZS Krakov, později přestoupil do Legie Varšava. Zúčastnil se čtyř olympijských her. V roce 1924 vypadl s družstvem polských šavlistů v základní skupině, v roce 1928 skončil s družstvem na třetím místě, v roce 1932 obhájil s družstvem bronzovou medaili a v soutěži jednotlivců byl čtrnáctý, v roce 1936 obsadil s družstvem čtvrté místo. Na mistrovství světa v šermu 1930 získal bronz v šavli družstev. Čtyřikrát se stal šermířským mistrem Polska (1926, 1927, 1929 a 1932).
Za první světové války bojoval v polských legiích. Vystudoval práva na krakovské univerzitě a pracoval v bance. V letech 1926 až 1930 byl předsedou Polského šermířského svazu. Zúčastnil se Varšavského povstání pod krycím jménem Gil. Po válce se podílel na obnovení šermířského svazu, byl trenérem a rozhodčím. Vydal knihu vzpomínek Na białą broń (1987). Získal Řád znovuzrozeného Polska, Kříž za chrabrost a Maďarský záslužný kříž. Je pochován na Salwatorském hřbitově v Krakově.
Pocházel z rodiny francouzských protestantských exulantů. Jeho otec Fryderyk Papée byl profesorem historie na Jagellonské univerzitě a starší bratr Kazimierz Papée byl polským velvyslancem v Československu.